# Massacri di polacchi in Volinia e Galizia orientale

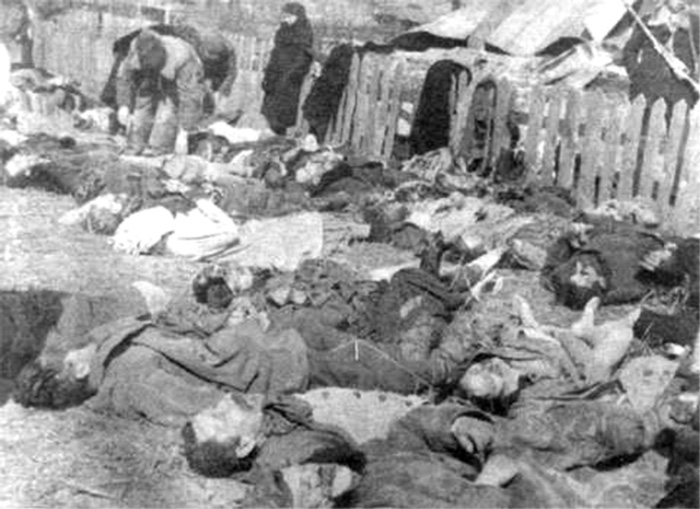
Civili polacchi vittime del massacro del 26 marzo 1943 commesso nel villaggio di Lipniki dall'Esercito Insurrezionale Ucraino (UPA), coadiuvato da semplici contadini ucraini

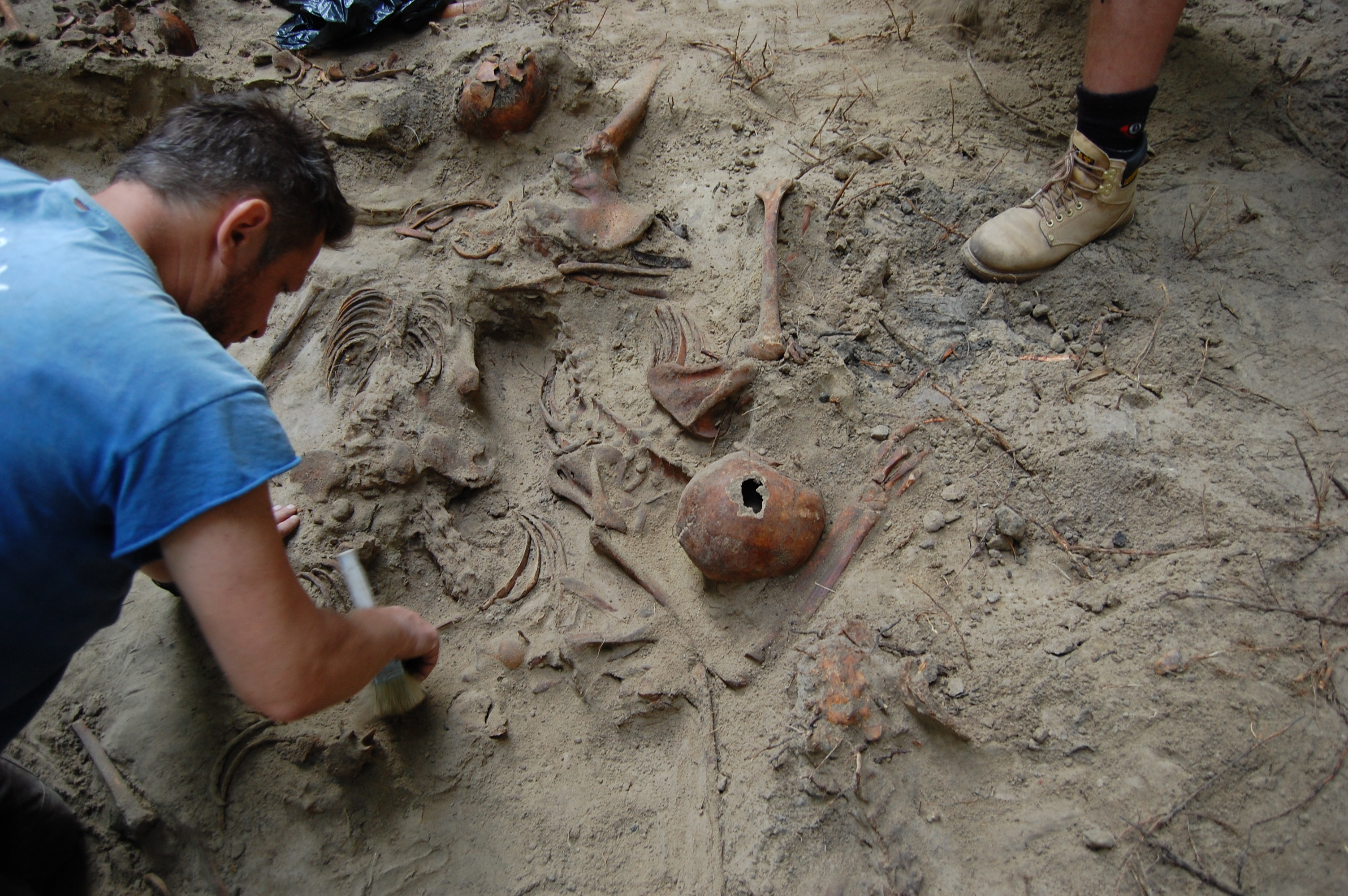
Esumazione di resti umani a Gaj nel 2013

I massacri dei polacchi in Volinia e Galizia orientale (in polacco rzeź wołyńska; lett. "massacro della Volinia"; in ucraino Волинська трагедія?, Volyns'ka trahedija; lett. "tragedia della Volinia"), furono una serie di stragi compiute, dal 1943 al 1945, nella Polonia occupata, a opera di tedeschi e dall'Esercito Insurrezionale Ucraino (UPA), con il sostegno di parti della locale popolazione ucraina, che ebbero come obiettivo la minoranza polacca nelle regioni della Volinia, della Galizia orientale, in alcune parti della Polesia e nella regione di Lublino.

## Storia
Il culmine dei massacri ebbe luogo nel luglio e nell'agosto 1943. La maggior parte delle vittime furono donne e bambini. Molte delle vittime polacche, indipendentemente dall'età o dal sesso, furono torturate prima di essere uccise; alcuni dei metodi di tortura e uccisione furono lo stupro, lo smembramento o il rogo.
Le azioni dell'UPA provocarono circa 100 000 morti.
Secondo lo storico Timothy Snyder, la pulizia etnica fu un tentativo ucraino di impedire allo stato polacco del dopoguerra di affermare la propria sovranità sulle aree a maggioranza etnica ucraina che facevano parte dello stato polacco prebellico. Henryk Komański e Szczepan Siekierka scrivono che gli omicidi erano direttamente collegati alle politiche della fazione di Stepan Bandera dell'Organizzazione dei Nazionalisti Ucraini (OUN-B) e del suo braccio militare, l'Esercito Insurrezionale Ucraino (UPA), il cui obiettivo, come specificato alla Seconda Conferenza del OUN-B il 17-23 febbraio 1943 (marzo 1943 in alcune fonti) era di eliminare tutti i non ucraini dal futuro stato ucraino. Snyder sostiene che i tedeschi al potere incoraggiarono attivamente sia gli ucraini che i polacchi a uccidersi a vicenda.
I massacri portarono a un conflitto più ampio tra le forze polacche e ucraine nei territori occupati dai tedeschi, con l'esercito interno polacco in Volinia che rispose agli attacchi ucraini.
Nel 2008, i massacri commessi dai nazionalisti ucraini contro i polacchi in Volinia e Galizia sono stati descritti in Polonia dall'Istituto della memoria nazionale come portatori delle caratteristiche distintive di un genocidio e il 22 luglio 2016 il Parlamento della Polonia ha dato ai massacri la definizione di genocidio. Questa classificazione è contestata dall'Ucraina e da storici non polacchi. Secondo un articolo del 2016 su Slavic Review, c'è un "consenso accademico sul fatto che si trattava di un caso di pulizia etnica in contrasto con il genocidio".

## Nel cinema
Le vicende dei massacri sono raccontate nel film Wołyń di Wojciech Smarzowski (2016), basato sul libro Nienawiść di Stanisław Srokowski.

## Monumento
Nel 2024 nella città di Domostawa nel Voivodato di Podkarpackie è stato eretto il "Memoriale alle vittime del genocidio nelle terre di confine orientali", dove viene raffigurato un bambino polacco che viene infilzato da un forcone a tre punte, il quale simboleggia il tridente ucraino.